# Seminatrix pygaea
Seminatrix pygaea (чорний болотяний вуж) — вид змій родини полозових (Colubridae). Ендемік США. Це єдиний представник монотипового роду Seminatrix.

## Опис
Чорні болотяні вужі — невеликі, стрункі змії завдовжки 25-38 см (враховуючи хвіст), максимально 55 см. Верхня частина тіла у них рівномірно чорна, нижня частина тіла яскраво-оранжева або червона.

## Підвиди
Виділяють три підвиди:
- Seminatrix pygaea cyclas Dowling, 1950 — південь Флориди;
- Seminatrix pygaea paludis Dowling, 1950 — Кароліна, Джорджія;
- Seminatrix pygaea pygaea (Cope, 1871) — північ Флориди, південь Джорджії.

## Поширення і екологія
Чорні болотяні вужі мешкають на прибережних рівнинах на південному сході США, від Північної Кароліни через Південну Кароліну і Джорджію до південної Флориди і південної Алабами. Вони живуть на кипарисових болотах та інших водно-болотних угіддях, в Джорджії і Південній Кароліні не далі, ніж за 150-180 км від узбережжя. Ведуть майже повністю водний спосіб життя, більшу частину часу проводять серед водної рослинності. Живляться дрібною рибою, жабами, пуголовками, саламандрами і безхребетними, зокрема п'явками і дощовими черв'яками. Яйцеживородні, народжують 11-13 дитинчат завдовжки 11-14 см.